# Eidgenössisches Sängerfest 1856
Das 7. Eidgenössische Sängerfest fand am 12. bis 14. Juli 1856 in St. Gallen statt. Erstmals fand das Fest an drei Tagen statt und es wurden zwei Wettbewerbskategorien (Volksgesang und Kunstgesang) eingeführt. Insgesamt nahmen 1700 Sänger in 55 Vereinen teil, ausserdem 14 Gastvereine aus Deutschland sowie erstmals aus Österreich. Organisiert wurde das Fest vom Männerchor Frohsinn St. Gallen.
Als Festpräsident fungierte der St. Galler Landammann Arnold Otto Aepli. Präsident des Preisgerichts war der Wettinger Musikdirektor Johann Daniel Elster, Festdirektor der Gesamtaufführung war der St. Galler Chorleiter Bernhard Bogler.

## Rangliste
Kunstgesang
- 1. Preis: Basler Liedertafel
- 2. Preis: Harmonie Zürich
- 3. Preis: Sängerverein der Stadt Zürich

Volksgesang
- 1. Preis: Männerchor Concordia Wil